# Braulio Musso
Braulio Musso   (Limache, 8 de març de 1930 - 18 de juny de 2025) va ser un futbolista xilè. Va formar part de l'equip xilè a la Copa del Món de 1962. Va jugar a la Universidad de Chile.

## Palmarès
- Campionat xilè de futbol
  - 1959, 1962, 1964, 1965, 1967